# Wheeling (Illinois)
Wheeling – wieś w Stanach Zjednoczonych, w stanie Illinois, w hrabstwie Cook.